# Gerstaeckerella irrorata
Gerstaeckerella irrorata is een insect uit de familie van de Mantispidae, die tot de orde netvleugeligen (Neuroptera) behoort. 
Gerstaeckerella irrorata is voor het eerst wetenschappelijk beschreven door Erichson in 1839.